# Sydeuropeisk båtsnäcka
Sydeuropeisk båtsnäcka (Physella acuta) är en snäckart som först beskrevs av Draparnaud 1805.  Sydeuropeisk båtsnäcka ingår i släktet Physella och familjen blåssnäckor. Arten är reproducerande i Sverige. Inga underarter finns listade i Catalogue of Life.